# Кордонська сільська рада
Кордо́нська сільська́ ра́да — колишня адміністративно-територіальна одиниця та орган місцевого самоврядування в Лиманському районі Одеської області. Адміністративний центр — село Кордон.

## Загальні відомості
- Територія ради: 56,863 км²
- Населення ради: 653 особи (станом на 2001 рік)

## Населені пункти
Сільській раді були підпорядковані населені пункти:
- с. Кордон
- с. Мар'янівка
- с. Пшонянове

## Населення
За переписом населення України 2001 року в сільській раді мешкали 653 особи.

### Мова
Розподіл населення за рідною мовою за даними перепису 2001 року:
| Мова       | Відсоток |
| ---------- | -------- |
| українська | 89,89 %  |
| молдовська | 5,97 %   |
| російська  | 4,13 %   |

## Склад ради
Рада складалася з 14 депутатів та голови.
- Голова ради: Жовтобрух Сергій Іванович
- Секретар ради: Заболотна Валентина Миколаївна

### Керівний склад попередніх скликань
| Прізвище, ім'я, по батькові | Основні відомості                                                                                  | Дата обрання          | Дата звільнення       |
| --------------------------- | -------------------------------------------------------------------------------------------------- | --------------------- | --------------------- |
| Жовтобрух Сергій Іванович   | Сільський голова, 1976 року народження, освіта вища, член Всеукраїнського об'єднання «Батьківщина» | 26.03.2006 31.10.2010 | 31.10.2010 25.10.2015 |
| Третякова Оксана Григорівна | Сільська голова, 1972 року народження, освіта вища, позапартійна                                   | 25.10.2015            | 25.10.2020            |

Примітка: таблиця складена за даними сайту Верховної Ради України

### Депутати
За результатами місцевих виборів 2010 року депутатами ради стали:

#### За суб'єктами висування
| Суб'єкт висування | Кількість обраних депутатів | %    |
| ----------------- | --------------------------- | ---- |
| Самовисування     | 9                           | 64,3 |
| Партія регіонів   | 5                           | 35,7 |

#### За округами
| № округу        | Прізвище, ім'я, по батькові    | Дата визнання обраним | Освіта             | Партійна приналежність                        | Відомості про обраного депутата              |
| --------------- | ------------------------------ | --------------------- | ------------------ | --------------------------------------------- | -------------------------------------------- |
| Партія регіонів |                                |                       |                    |                                               |                                              |
| 1               | Халазіон Людмила Михайлівна    | 02.11.2010            | середня            | член Партії регіонів                          | Кордонська сільська рада, бухгалтер          |
| 4               | Обоянова Ганна Василівна       | 02.11.2010            | вища               | позапартійна                                  | Кордонський відділ зв'язку, завідувачка      |
| 6               | Заболотна Валентина Миколаївна | 02.11.2010            | вища               | член Партії регіонів                          | Кордонська сільська рада, секретар           |
| 7               | Чупира Марина Анатолівна       | 02.11.2010            | вища               | член Партії регіонів                          | Кордонська сільська рада, головний бухгалтер |
| 9               | Бирсан Сава Іванович           | 02.11.2010            | середня            | член Партії регіонів                          | фермерське господарство «Світа», механізатор |
| Самовисування   |                                |                       |                    |                                               |                                              |
| 2               | Пасісніченко Галина Григорівна | 02.11.2010            | вища               | позапартійна                                  | фермерське господарство «Світа», голова      |
| 3               | Зінченко Федір Пилипович       | 02.11.2010            | вища               | позапартійний                                 | ТОВ «Кордонське», головний інженер           |
| 5               | Слободніченко Людмила Іванівна | 02.11.2010            | середня            | член Всеукраїнського об'єднання «Батьківщина» | Кордонський магазин, завідувачка             |
| 8               | Бирка Федір Минович            | 02.11.2010            | середня            | позапартійний                                 | фермерське господарство «Мечта», голова      |
| 10              | Жовтобрух Олександр Іванович   | 28.03.2011            | середня спеціальна | член Партії регіонів                          | ФОП «Жовтобрух», приватний підприємець       |
| 11              | Шалапський Михайло Михайлович  | 02.11.2010            | середня            | член Народної партії                          | одноосібник                                  |
| 12              | Деніс Сергій Романович         | 02.11.2010            | середня            | позапартійний                                 | приватне підприємство                        |
| 13              | Деніс Тетяна Анатоліївна       | 02.11.2010            | середня            | член Народної партії                          | приватне підприємство                        |
| 14              | Жук Володимир Іванович         | 02.11.2010            | вища               | член Всеукраїнського об'єднання «Батьківщина» | ТОВ «Лан», голова                            |